# Polymixis rebecca
Polymixis rebecca là một loài bướm đêm trong họ Noctuidae.